# Placówki dyplomatyczne i konsularne w Polsce: I
Stan na: 23 grudnia 2024

## Indie

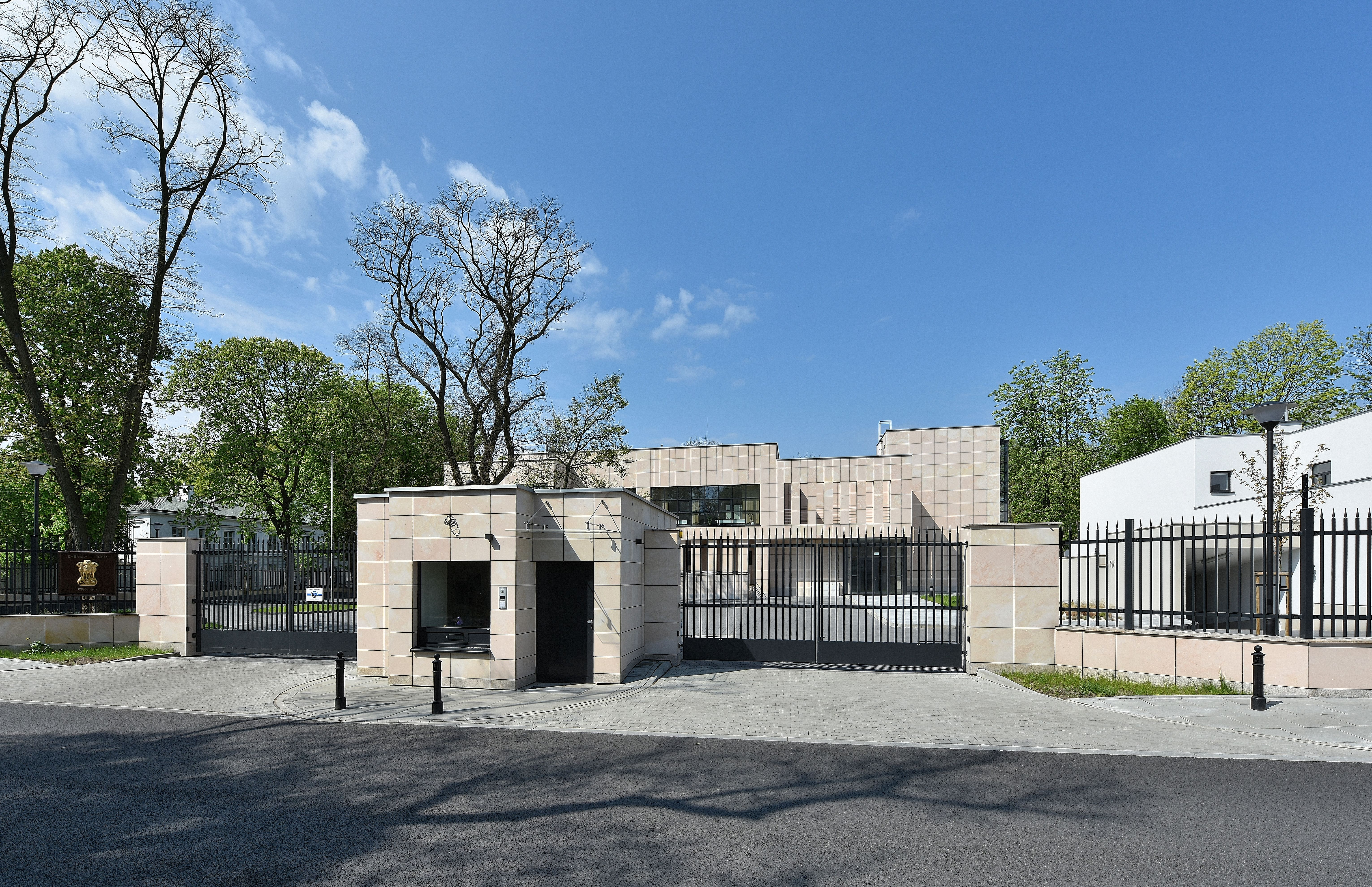
Budynek ambasady Indii przy ul. Myśliwieckiej w Warszawie

Ambasada Republiki Indii w Warszawie
- szef placówki: Nagma Mohamed Mallick (ambasador)
- Strona oficjalna

Konsulat Honorowy Republiki Indii w Krakowie
- szef placówki: Aleksandra Głód-Ahmed (konsul honorowy)

Konsulat Honorowy Republiki Indii we Wrocławiu
- szef placówki: Kartikey Johri (konsul honorowy)
- Strona oficjalna

## Indonezja

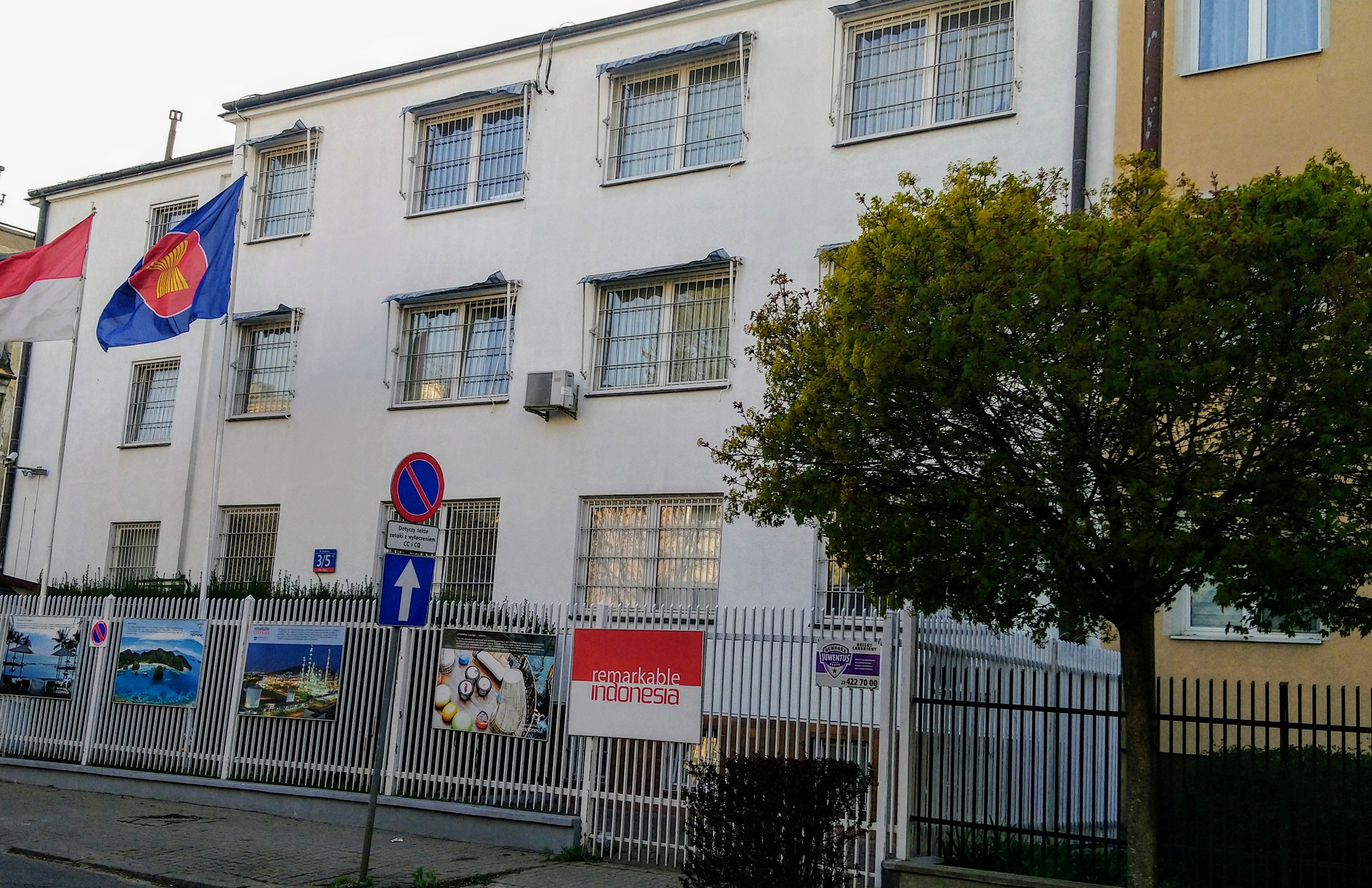
Ambasada Indonezji, ul. Estońska 3-5 w Warszawie

Ambasada Republiki Indonezji w Warszawie
- szef placówki: Anita Lidya Luhulima (ambasador)
- Strona oficjalna

Konsulat Honorowy Republiki Indonezji w Gdańsku
- szef placówki: Mirosław Wawrowski (konsul honorowy)

Konsulat Honorowy Republiki Indonezji w Krakowie
- szef placówki: Marian Skrzypiec (konsul honorowy)
- Strona oficjalna

## Irak

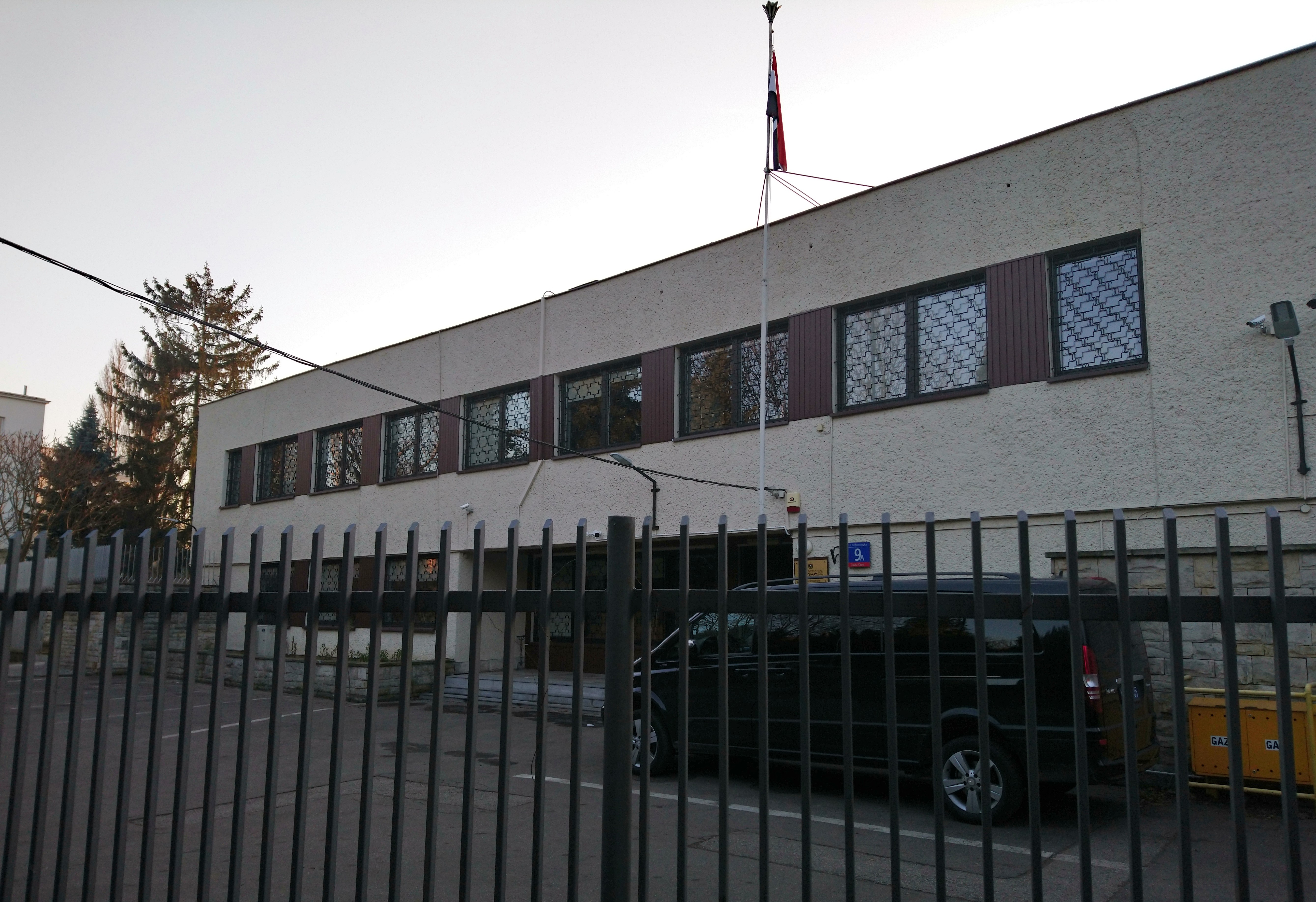
Ambasada Iraku przy ul. Dąbrowieckiej w Warszawie

Ambasada Republiki Iraku w Warszawie
- szef placówki: Muqdad Ayoob Saadi Algaldos (chargé d’affaires)
- Strona oficjalna

## Iran

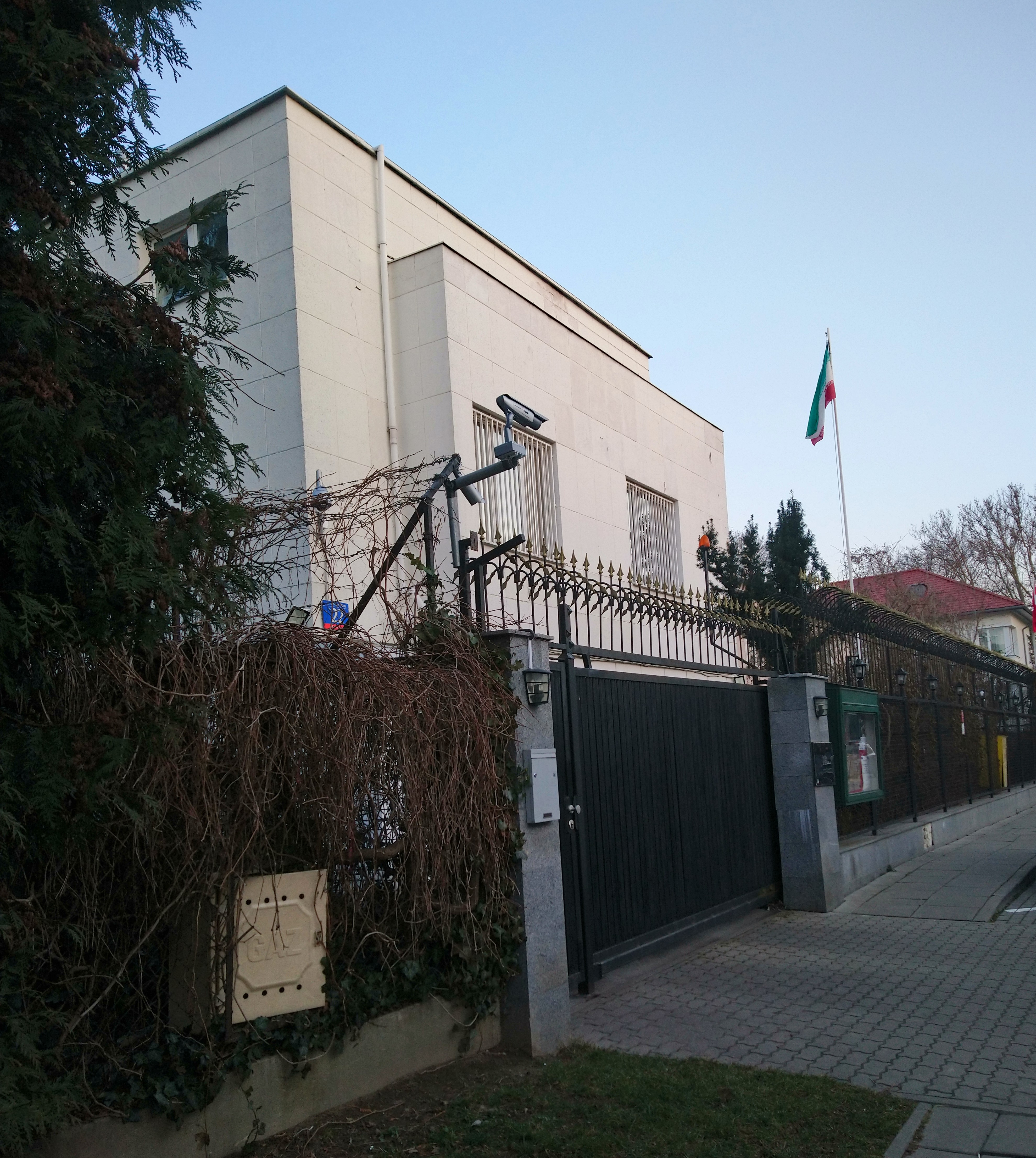
Siedziba ambasady Iranu przy ulicy Królowej Aldony w Warszawie

Ambasada Islamskiej Republiki Iranu w Warszawie
- szef placówki: Hossein Gharibi (ambasador)
- Strona oficjalna

## Irlandia

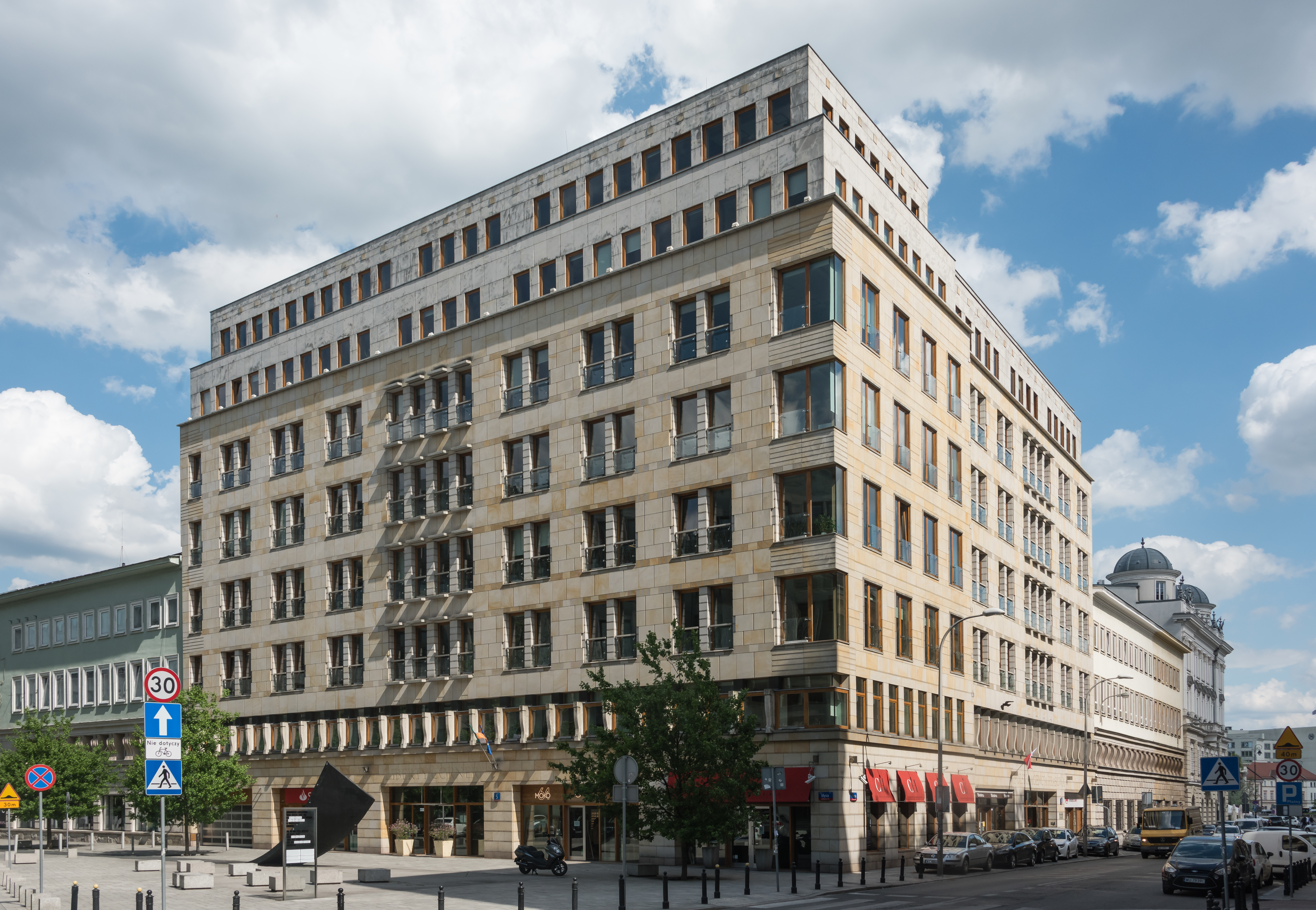
Biurowiec Liberty Corner przy ul. Mysiej 5 w Warszawie, w którym mieści się Ambasada Irlandii

Ambasada Republiki Irlandii w Warszawie
- szef placówki: Patrick Gerard Haughey (ambasador)
- Strona oficjalna

Konsulat Honorowy Republiki Irlandii w Poznaniu
- szef placówki: Artur Sikora (konsul honorowy)

## Islandia

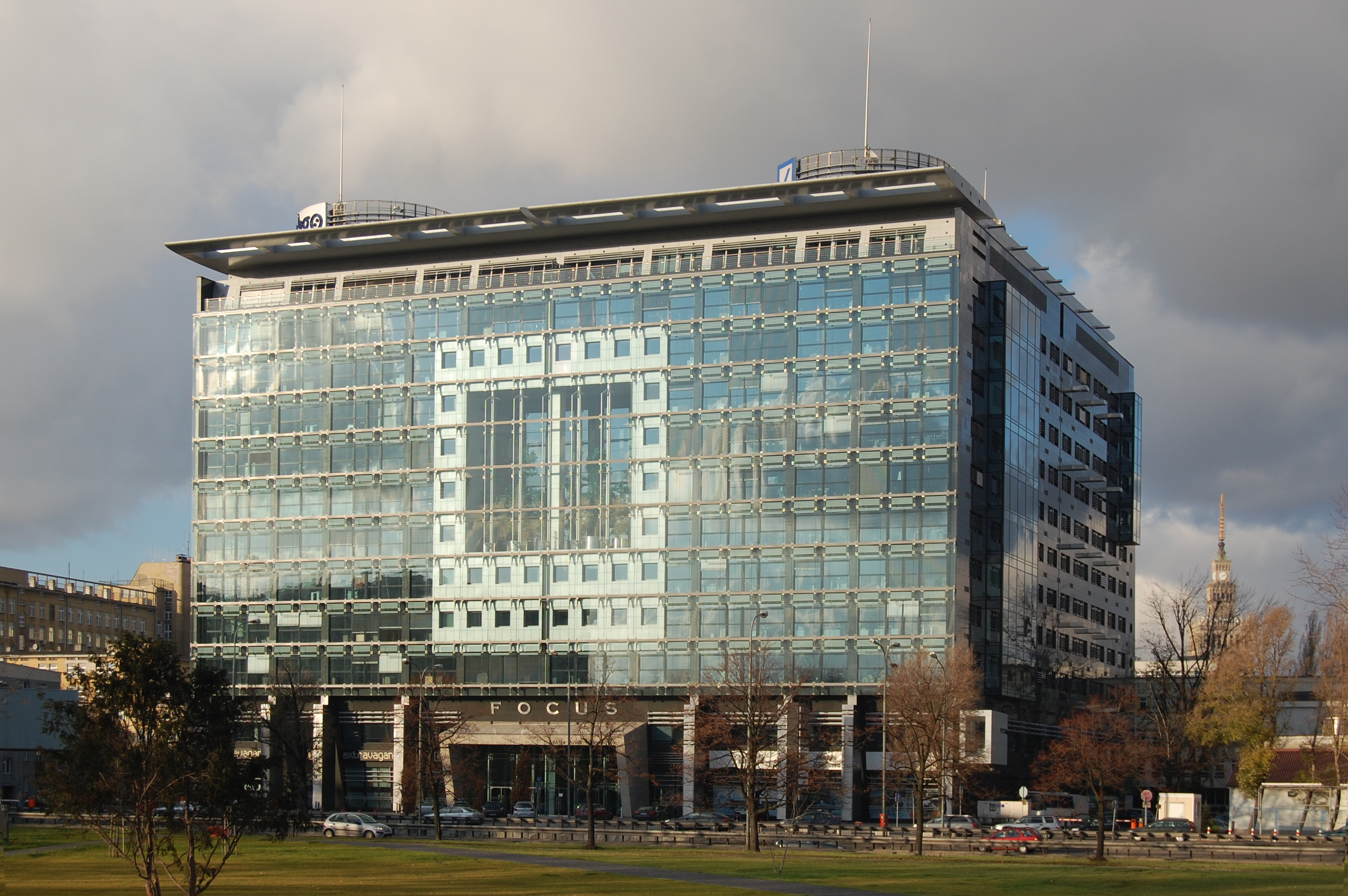
Biurowiec Focus przy al. Armii Ludowej 26, w którym mieści się Ambasada Islandii

Ambasada Republiki Islandii w Warszawie
- szef placówki: Friđrik Jónsson (ambasador)
- Strona oficjalna

Konsulat Honorowy Republiki Islandii w Krakowie
- szef placówki: Janusz Kahl (konsul honorowy)
- Strona oficjalna

## Izrael

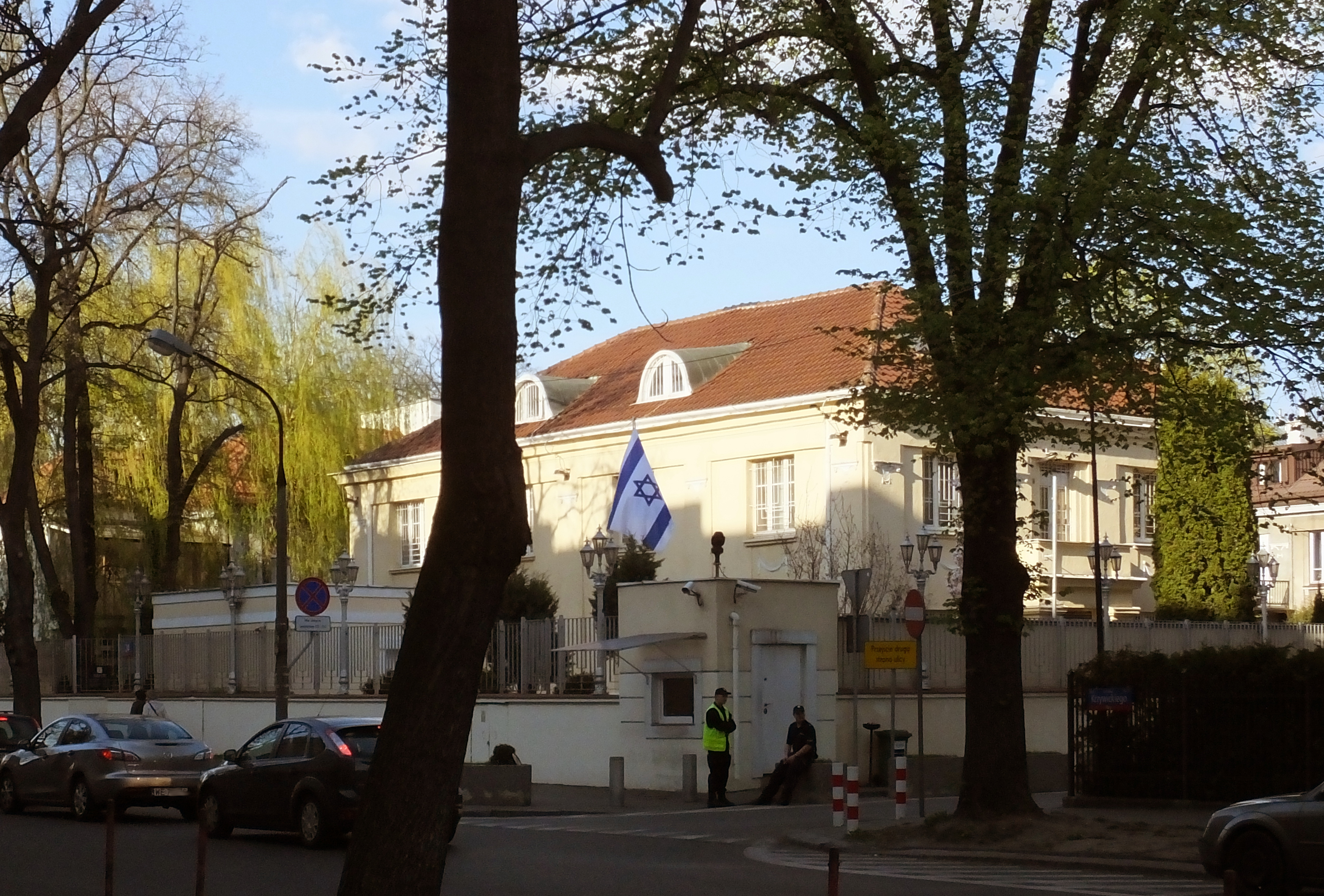
Ambasada Izraela w Warszawie

Ambasada Państwa Izraela w Warszawie
- szef placówki: Yacov Livne (ambasador)
- Strona oficjalna